# Aitor Garmendia
Aitor Garmendia (* 3. März 1968 in Isasondo) ist ein ehemaliger spanischer Radrennfahrer.

## Karriere
Aitor Garmendia begann seine Laufbahn als Berufsradfahrer im März 1990 beim spanischen Rennstall Banesto um den früheren Tour-de-France-Sieger Pedro Delgado. Gleich in seinem ersten Profijahr konnte Garmendia seinen ersten Sieg einfahren, als er beim Gran Premio de Llodio siegte. Beim Grand Prix Midi Libre zeigte er mit einem zweiten Platz im Prolog auch seine Zeitfahrqualitäten. Seine beste Platzierung in der Gesamtwertung einer Rundfahrt war in diesem Jahr der fünfte Platz bei der Aragon-Rundfahrt.
Garmendia blieb bis 1995 beim Team Banesto. In der Saison 1992 nahm er an seiner ersten großen Landesrundfahrt, der Tour de France, teil und war einer der Helfer bei Miguel Indurains zweitem Gesamtsieg. Aber auch Garmendia selbst konnte mit einem sechsten Platz im Prologzeitfahren in San Sebastian auf sich aufmerksam machen. Paris erreichte er schließlich auf dem 108. Rang. Die Frankreich-Rundfahrt im folgenden Jahr musste Garmendia nach der fünften Etappe aufgeben. 
Auf seinen zweiten Profisieg musste Garmendia bis 1994 warten, als er den GP a Capital in Portugal gewann. Zuvor war der Spanier mehrmals knapp an einem Erfolg vorbeigefahren, beispielsweise bei seinem zweiten Etappenplatz bei der Tour du Limousin 1992 oder dem zweiten Gesamtrang beim GP a Capital zwölf Monate vor seinem dortigen Sieg. 
Seine Stärken als Zeitfahrer nutzte Garmendia 1994 und 1995 jeweils zur Bronzemedaille bei der spanischen Meisterschaft. 1994 feierte er auch seinen bis dahin größten Karriere-Erfolg mit dem Sieg auf der siebten Etappe der Katalonien-Rundfahrt, einem Einzelzeitfahren. Drei weitere Podiumsplatzierungen auf Abschnitten diverser Rennen und der zweite Platz in der Gesamtwertung der Vuelta a Murcia rundeten die Saison ab.
1995 war Garmendia dann erneut vor allem bei spanischen Rennen erfolgreich. Gewinnen konnte er die Subida a Txitxarro und eine Etappe der Vuelta a Castilla y León, wo er auch Zweiter in der Gesamtwertung wurde. Auch bei der Setmana Catalana de Ciclisme und der Vuelta a Aragón platzierte er sich in der Gesamtwertung auf dem Podium. Die Tour de France 1995 beendete er als 95. und war Helfer bei Indurains fünftem Sieg. 
Zur Saison 1996 wechselte Garmendia zum spanischen Konkurrenten ONCE. Auch hier zeigte sich der Baske bei der Prueba Villafranca de Ordizia und auf einer Etappe der Vuelta a Aragón erfolgreich, wo er den zweiten Platz in der Gesamtwertung belegte. Bei der Tour de France 1996 erreichte er mit dem 35. Platz die beste Platzierung in diesem Rennen in seiner gesamten Laufbahn. 
Das Jahr 1997 war dann das erfolgreichste in Garmendias Karriere: sieben Siege konnte er einfahren. Nach einem Etappensieg sicherte er sich auch den Gesamtsieg bei der Galicien-Rundfahrt. Ebenso verfuhr er bei der Volta ao Alentejo in Portugal, der Vuelta a Galega und der Vuelta a Aragón. Hinzu kam ein Etappensieg beim Critérium International in Frankreich. Seinem Teamkollegen Alex Zülle verhalf er zudem zum Sieg bei der Vuelta a España 1997. Auch bei der Tour de France erreichte er das Ziel.
Zur Saison 1998 kehrte Garmendia dann zu Banesto zurück. Er war Teil der Mannschaft, die Abraham Olano zum Sieg bei der Vuelta a España  führte, musste aber nach der elften Etappe das Rennen aufgeben. Erneut war der Baske bei der Vuelta a Aragón erfolgreich, wo er einen Tagesabschnitt als Zweiter beendete, einen gewann und schließlich den Gesamtsieg einfuhr. Auch die Vuelta a Castilla y León konnte er dank eines Etappenerfolgs als Gesamtsieger abschließen. 
In den beiden folgenden Jahren konnte Garmendia allerdings nicht an seine vorherigen Erfolge anknüpfen und holte nur noch einen Sieg bei der Euskal Bizikleta 2000. Bei der Ruta del Sol und der Vuelta a Aragón stand er in derselben Saison auf dem Podium. 
2001 wechselte Garmendia dann zum deutschen Team Coast. Dort holte er in seiner ersten Saison die Bronzemedaille bei den spanischen Meisterschaften und wurde Zweiter der Deutschland-Tour und der Friedensfahrt. Seine Heimrundfahrt, die Vuelta a España, musste er nach Etappe 13 verlassen. 
Im Jahr darauf feierte der Baske seinen ersten Sieg für Coast, als er sich auf der dritten Etappe der Deutschland-Tour in Schonach durchsetzte. Erneut belegte er dort Rang zwei in der Gesamtwertung wie auch bei der Friedensfahrt und der Katalonien-Rundfahrt, wo er die dritte Etappe für sich entschied. Nach zwei vergeblichen Anläufen konnte er auch endlich wieder die Vuelta a España zu Ende fahren. 
Im Jahr 2003 geriet das Team Coast in finanzielle Schwierigkeiten und nannte sich ab Mai Team Bianchi. Als Helfer von Jan Ullrich bestritt Garmendia 2003 seine letzte Frankreich-Rundfahrt und erreichte Paris als 70. Auch die Vuelta fuhr er noch ein letztes Mal. Nach der Auflösung des Team Bianchi fand Garmendia keinen neuen Arbeitgeber mehr für 2004 und erklärte im Dezember 2003 seinen Rücktritt vom aktiven Radsport.

## Erfolge
1990
- GP Llodio

1994
- GP a Capital
- eine Etappe Katalonien-Rundfahrt
- Spanische Zeitfahrmeisterschaften

1995
- Subida a Txitxarro
- eine Etappe Vuelta a Castilla y León
- Spanische Zeitfahrmeisterschaften

1996
- Prueba Villafranca de Ordizia
- eine Etappe Vuelta a Aragón

1997
- Gesamtwertung und eine Etappe  Galicien-Rundfahrt
- Gesamtwertung und eine Etappe  Volta ao Alentejo
- eine Etappe Critérium International
- Gesamtwertung und eine Etappe  Vuelta a Aragón

1998
- Gesamtwertung und eine Etappe Vuelta a Aragón
- Gesamtwertung und eine Etappe Vuelta a Castilla y León

2000
- eine Etappe Euskal Bizikleta

2002
- eine Etappe Deutschland Tour
- eine Etappe Katalonien-Rundfahrt